# São José do Rio Pardo
São José do Rio Pardo è un comune del Brasile nello Stato di San Paolo, parte della mesoregione di Campinas e della microregione di São João da Boa Vista.
Circa l'80% degli abitanti sono oriundi italiani, organizzati in un Circolo Italiano dove la comunità organizza feste, cenacoli e manifestazioni culturali.

## Storia
La città è stata fondata il 4 aprile del 1865. La realizzazione del primo insediamento è trattato dallo storico Rodolfo José Del Guerra, nel suo libro São José do Rio Pardo: história que muitos fizeram:
Il 30 maggio del 1873, il Vicario dell'Arcidiocesi di San Paolo firmò il documento che autorizza la benedizione e la celebrazione della Santa Messa e altri uffici divini nella cappella di São José do Rio Pardo, dedicata alla Madre dello Spirito Santo del Pesce. La prima messa fu celebrata solo il 19 marzo 1874.
La Cappella di San Giuseppe fu elevata a parrocchia il 14 aprile 1880, con legge n. 70 dell'Assemblea Provinciale. São José do Rio Pardo, staccandosi dal villaggio di Caconde, passando per la Casa Bianca, diventando parrocchia, confermata dal vescovo di San Paolo, il 1º febbraio del 1881.
Con la legge n. 49 del 20 marzo 1885, la parrocchia divenne una comunità cittadina, vent'anni dopo quel primo incontro dei fondatori. Ma un'altra legge stabilì che, senza la costruzione di una sede comunale e di un carcere, che vennero in seguito realizzate a spese dei loro cittadini, il villaggio non poteva ancora essere distaccato.
Nel 1889, fu l'anno della Festa della Repubblica del Brasile. Un evento politico che si verificò l'11 agosto, quando tre mesi prima della proclamazione, ebbe risonanza, l'inaugurazione nazionale della città di São José do Rio Pardo. L'episodio ebbe il suo preludio a giugno, quando i membri del Sociedade Italiana XX de Setembro (Società italiana del XX Settembre), infiltrata dai repubblicani, che dopo una festa per l'insediamento della prima pietra del sedile, scesero in piazza, cantando La Marsigliese di fronte ai monarchici. Questo scatenò aggressioni, confusione e l'invio delle truppe per sedare la rivolta. La notte del 10 agosto all'Hotel Brasil, il repubblicano Anania Barbosa, fu attaccato dalla polizia dopo un incontro nel quale venne omaggiato il predicatore e leader repubblicano, Francisco Glicério … l'11 agosto 1889, i repubblicani (…) occuparono il Municipio e il carcere in costruzione, issando la bandiera del rivoluzionario Júlio Ribeiro, proclamarono la Repubblica, sotto il suono della proibita Marsigliese.»
All'inizio del XX secolo, São José do Rio Pardo subì un significativo flusso di immigrazione proveniente in particolar modo dall'Italia.
Euclides da Cunha risiedette a São José do Rio Pardo per due anni, tra il 1898 e il 1901, periodo durante il quale stese il suo capolavoro Brasile ignoto. L'abitazione in cui visse è oggi sede della casa museo a lui dedicata.